# Хосе Алберто Кастро
Хосе Алберто Кастро (на испански: José Alberto Castro) е мексикански продуцент на теленовели, произведени за компания Телевиса.

## Биография
Хосе Алберто е брат на актрисата Вероника Кастро, бивш съпруг на актрисата Анхелика Ривера, понастоящем Първа дама на Мексико, с която имат три дъщери – София, Рехина и Фернанда. Първият му проект, на който е изпълнителен продуцент, е теленовелата Валентина от 1993 г.

## Кариера

### Изпълнителен продуцент

#### Теленовели
- Нишките на миналото (2025)
- Дъщерите на госпожа Гарсия (2024/25)
- Проклятието (2023/24)
- Земя на надеждата (2023)
- Кабо (2022)
- Корона от сълзи 2 (2022)
- Бездушната (2021)
- Лекари, линия на живота (2019/20)
- Да обичам без закон 2 (2019)
- Да обичам без закон (2018)
- Дойде любовта (2016)
- Страст и сила (2015/16)
- Необичана (2014)
- Корона от сълзи (2012/13)
- Лишена от любов (2011/12)
- Тереса (2010/11)
- Успелите Перес (2009)
- Дума на жена (2007/08)
- Пощенски код (2006/07)
- Руби (2004)
- Без грях (2001)
- Серафим (1999)
- Анхела (1998/99)
- Малко село, голям ад (1997)
- Чужди чувства (1996)
- Акапулко, тяло и душа (1995/96)
- Валентина (1993)

#### Документални
- Jefe de jefes (2007)
- Del otro lado (2006)
- Celebremos México: Hecho en México (2005)

#### Театър
- Serafín el musical (2000)[1]

### Сценарист

#### Оригинални истории
- Лекари, линия на живота (2019)

#### Адаптации
- Нишките на миналото (2025) с Ванеса Варела, оригинал от Делия Фиайо
- Дъщерите на госпожа Гарсия (2024/25) с Ванеса Варела, оригинал от Сърма Янък
- Проклятието (2023/24) с Ванеса Варела, оригинал от Фернанда Вийели
- Земя на надеждата (2023) с Ванеса Варела, оригинал от Умберто "Кико" Оливиери
- Кабо (2022) с Ванеса Варела, оригинал от Мария Саратини
- Да обичам без закон 2 (2019) с Ванеса Варела, Фернандо Гарсилита и Фабиола Лопес Нери
- Да обичам без закон (2018) с Ванеса Варела, Фернандо Гарсилита и Жанели Лий, оригинал от Моника Агудело Тенорио и Фелипе Агудело

### Мениджър продукция
- Моя малка Соледад (1990)

## Награди и номинации
Награди TVyNovelas (Мексико)
| Година | Категория            | Теленовела      | Резултат  |
| ------ | -------------------- | --------------- | --------- |
| 2017   | Най-добра теленовела | Дойде любовта   | Номиниран |
| 2016   | Най-добър екип       | Страст и сила   | Печели    |
| 2016   | Най-добра теленовела | Страст и сила   | Печели    |
| 2013   | Най-добра теленовела | Корона от сълзи | Номиниран |
| 2012   | Най-добра теленовела | Лишена от любов | Номиниран |
| 2011   | Най-добра теленовела | Тереса          | Номиниран |
| 2005   | Най-добра теленовела | Руби            | Печели    |
| 2002   | Най-добра теленовела | Без грях        | Номиниран |
| 1997   | Най-добра теленовела | Чужди чувства   | Номиниран |

- Специална награда за теленовелата Серафим от 2000 г.

Награди Bravo
| Година | Категория                   | Теленовела    | Резултат |
| ------ | --------------------------- | ------------- | -------- |
| 2016   | Най-добра теленовела        | Страст и сила | Печели   |
| 2000   | Най-добра продукция за деца | Серафим       | Печели   |

Награди People en Español
| Година | Категория            | Теленовела      | Резултат  |
| ------ | -------------------- | --------------- | --------- |
| 2012   | Най-добра теленовела | Лишена от любов | Печели    |
| 2011   | Най-добра теленовела | Тереса          | Номиниран |